# Beverley
Beverley è una cittadina di 29 110 abitanti, capoluogo della contea dell'East Riding of Yorkshire (già nella contea di Humberside), in Inghilterra, ad est degli York Wolds.

## Storia
Pur essendo oggi economicamente subalterna alla vicina Kingston upon Hull, nel XIV secolo fu una delle città più prospere e potenti della nazione. Del suo glorioso passato conserva ancora numerosi monumenti: la grandiosa chiesa gotica di St. John conosciuta come Beverley Minster, risalente al VII secolo ma rifatta in stile gotico nel XIII secolo, la chiesa di St. Mary, del XV secolo, e la Saturday Market, la piazza principale della città, su cui si affacciano numerose case di epoca georgiana; nel minster è anche conservata la tomba Percy, uno dei capolavori della scultura inglese del XVI secolo.
Meta di numerosi pellegrinaggi durante il medioevo (nel minster è conservato il corpo di san Giovanni di Beverley, che della città aveva fondato un'abbazia nell'VIII secolo), la città è stata anche sede vescovile cattolica nell'Ottocento (diocesi di Beverley ma effettivamente la sede era York), oggi è una sede titolare. 
Il titolo vescovile di Beverley esiste anche nella chiesa anglicana dal 1889 e il titolare, come "visitatore provinciale", sovrintende dal 1994 a tutte le parrocchie anglicane tradizionaliste (che non riconoscono l'ordinazione femminile) ricomprese nella provincia ecclesiastica dell'arcidiocesi di York.

## Amministrazione

### Gemellaggi
- Nogent-sur-Oise
- Lemgo